# Bataille de Shewan
Guerre d'Afghanistan
La bataille de Shewan est un affrontement entre une unité américaine appuyée par des éléments de la police afghane et la guérilla talibane. Elle eut lieu le 8 août 2008 dans la province de Farâh.

## Déroulement
Le 8 août 2008, une unité d'une trentaine de soldats américains et trois escouades de la police afghane lancent un assaut pour prendre la ville de Shewan. En chemin, ils sont pris dans une embuscade talibane. Un feu violent et le tir de plusieurs roquettes RPG les bloquent sur place. Cependant, les Talibans ne conservent pas l'avantage longtemps. Les Américains se mettent à l'abri dans des tranchées ou dans leurs véhicules blindés d'où ils ripostent. Ils parviennent à rééquilibrer le combat en réduisant au silence l'une des principales positions talibanes. Malgré cela, les tirs de mortiers et de RPG continuent.
Des renforts talibans se dirigent vers la ville alors qu'un F-18 vient prêter main-forte aux soldats de la coalition. Les véhicules amenant les renforts sont alors bombardés tout comme les positions talibanes autour de Shewan. Après plusieurs frappes aériennes, les insurgés commencent à se replier dans la ville et à battre en retraite.

## Pertes
Les pertes de la coalition sont légères avec seulement deux blessés. Les Américains prétendent avoir tués une cinquantaine d'insurgés.